# Dypsidinae
Dypsidinae, podtribus palmi, dio tribusa Areceae, potporodica Arecoideae. Sastoji se od 6  rodova, poglavito sa Madagaskara, a i na Komorima i Tanzaniji.

## Rodovi
Rodovi:
- Dypsis Noronha ex Mart. (107 spp.)
- Chrysalidocarpus H. Wendl. (62 spp.)
- Vonitra Becc. (8 spp.)
- Lemurophoenix J. Dransf. (2 spp.)
- Marojejya Humbert (2 spp.)
- Masoala Jum. (2 spp.)